# Franz Fischer (kemist)
Franz Joseph Emil Fischer, född 19 mars 1877 i Freiburg im Breisgau, död 1 december 1947 i München, var en tysk kemist.

## Biografi
Fischer studerade i Freiburg im Breisgau, München och Giessen, blev docent i kemi vid tekniska högskolan i Charlottenburg, ordinarie professor där 1911 och direktör för Kaiser Wilhelms Institut für Kohlenforschung i Mülheim an der Ruhr 1913. 
Fischers tidigare arbeten ligger inom den oorganiska kemins område, de senare rör kolforskningen, särskilt koldestillation vid låga temperaturer. Han utgav från 1920 tidskriften "Brennstoffchemie".
Tillsammans med  Hans Tropsch uppfann han Fischer-Tropsch-processen 1925.